# Leonardo García
Leonardo García Vale (ur. 27 grudnia 1972 w Meksyku) – meksykański aktor telewizyjny.
Jest synem aktora Andrésa Garcíi i Sandry Vale, ma brata Andrésa i siostrę Andreę. Dorastał w Guadalajarze, w stanie Jalisco. Mając jedenaście lat wystąpił po raz pierwszy na kinowym ekranie w komedii El Día del compadre (1983). Po latach pojawił się na szklanym ekranie w dramacie telewizyjnym Samotna walka (One Man's War, 1991) u boku Anthony'ego Hopkinsa. Następnie zagrał w produkcji zrealizowanej przez swojego ojca Perros de presa (1992) i serialach: Przygody Tarzana (Tarzán, 1991, 1994) z Wolfem Larsonem i Brygada Acapulco (Acapulco H.E.A.T., 1999). Popularność jednak zawdzięcza występom w telenowelach, m.in. Perła (remake Czarnej Perły z Andreą del Bocą i Gabrielem Corrado), (Perla, 1998) jako Roberto. Ma 192 cm wzrostu.

## Filmografia

### Filmy kinowe/wideo
- 2007: El de la camisa negra
- 1997: Una Luz en la oscuridad
- 1995: El Amor de tu vida S.A. jako Galan de Eugenia
- 1995: Bésame en la boca
- 1994: Dos hermanos buena onda
- 1993: Bosque de muerte jako Raul
- 1992: La Tumba del Atlantico
- 1992: Horas violentas jako America
- 1992: Perros de presa
- 1983: El Día del compadre

### Filmy TV
- 1991: Samotna walka (One Man's War) jako Joelito

### Seriale TV
- 2007: Se busca un hombre jako Bruno
- 2004: Belinda jako Ricardo Semprum
- 2002: Por tí jako Antonio
- 2001: Lo que callamos las mujeres jako Alberto
- 2001: Lo que es el amor jako Román Castellanos
- 2000: Ellas, inocentes o culpables jako Mario
- 1999: Brygada Acapulco' (Acapulco H.E.A.T.)
- 1998: Perła (Perla) jako Roberto
- 1998: Aguamarina jako Diego Quintana
- 1996: Con toda el alma jako Luis Linares
- 1994: Przygody Tarzana (Tarzán) jako Carlos Mendosa
- 1991: Przygody Tarzana (Tarzán) jako Carlos Mendosa